# WW-Person
WW-Person ist eine quellenbasierte genealogische Datenbank des höheren Adels in Europa.
Das Projekt wurde 1994 von Herbert Stoyan ins Leben gerufen und wird seitdem von ihm betreut. Gehostet ist die Datenbank bei der Friedrich-Alexander-Universität Erlangen-Nürnberg. 
Ende 2021 wurde die 12. Ausgabe online gestellt. Sie umfasst Daten zu mehr als 1,2 Millionen Personen. In die Datenbank werden Personen und deren Familienangehörige aufgenommen, die eine Funktion in einem Staat in Europa ausübten oder einen Titel trugen (Kaiser, Könige, Kurfürsten, Großherzöge, Herzöge, Fürsten und Grafen). Nach Schätzung des Betreibers kommen insgesamt etwa 6 Millionen Personen für die Aufnahme in Frage.
Neben den genealogischen Daten enthält die Datenbank in geringerer Anzahl auch Porträts, Wappen und Biographien. 
Neben der Online-Publikation erschien die Datenbank auch unter dem Titel „Adel-Digital“ auf CD-ROM bzw. DVD (1. Ausgabe 1997, zuletzt: 11. Ausgabe 2013).